# 戸田西
戸田西（とだにし）は、愛知県名古屋市中川区にある町名。現行行政地名は戸田西一丁目から戸田西三丁目。住居表示未実施。

## 地理
名古屋市中川区の西部に位置し、東は戸田、西は海部郡蟹江町大字今・大字蟹江本町・本町、南は戸田ゆたか、北は戸田明正に接する。

## 歴史

### 町名の由来
大字戸田の西部に位置することによる。

### 沿革
- 1988年（昭和63年）2月11日 - 中川区富田町大字戸田の一部より、同区戸田西一～三丁目が成立[6]。
- 2009年（平成21年）7月15日 - 富田町大字戸田（字東南高上・中南高上）の一部を一丁目へ編入。一丁目の一部を二丁目へ編入[7]。

## 世帯数と人口
2019年（平成31年）2月1日現在の世帯数と人口は以下の通りである。
| 丁目         | 世帯数  | 人口    |
| ------------ | ------- | ------- |
| 戸田西一丁目 | 302世帯 | 915人   |
| 戸田西二丁目 | 289世帯 | 681人   |
| 戸田西三丁目 | 255世帯 | 674人   |
| 計           | 846世帯 | 2,270人 |

## 学区
市立小・中学校に通う場合、学校等は以下の通りとなる。また、公立高等学校に通う場合の学区は以下の通りとなる。
| 丁目         | 番・番地等 | 小学校               | 中学校                 | 高等学校 |
| ------------ | ---------- | -------------------- | ---------------------- | -------- |
| 戸田西一丁目 | 全域       | 名古屋市立戸田小学校 | 名古屋市立供米田中学校 | 尾張学区 |
| 戸田西二丁目 | 全域       | 名古屋市立戸田小学校 | 名古屋市立供米田中学校 | 尾張学区 |
| 戸田西三丁目 | 全域       | 名古屋市立戸田小学校 | 名古屋市立供米田中学校 | 尾張学区 |

## 交通
- 愛知県道29号弥富名古屋線

## 施設
- アオキスーパー 戸田店
- スギ薬局 戸田店
- TSUTAYA戸田店（光書店）
- 県営戸田西住宅

## その他

### 日本郵便
- 郵便番号 : 454-0967[2]（集配局：中川郵便局[10]）。